# Episodi di Provaci ancora Gary (prima stagione)
- Trasmessa in USA: CBS - 24 settembre 2008 / 20 maggio 2009
- Trasmessa in Italia (Pay TV): Fox - 17 giugno 2009 / 14 ottobre 2009
- Trasmessa in Italia (chiaro): Italia 1 - 23 gennaio 2012 / 23 marzo 2012
| nº | Titolo originale                          | Titolo italiano                          | Prima TV USA      | Prima TV Italia   |
| -- | ----------------------------------------- | ---------------------------------------- | ----------------- | ----------------- |
| 1  | Pilot                                     | Rapporti post matrimoniali               | 24 settembre 2008 | 17 giugno 2009    |
| 2  | Gary Gets Boundaries                      | Regole di non convivenza                 | 1º ottobre 2008   | 24 giugno 2009    |
| 3  | Gary Marries Off His Ex                   | Agenzia matrimoniale Gary                | 8 ottobre 2008    | 1º luglio 2009    |
| 4  | Gary Gets His Stuff Back                  | Gary si riprende le sue cose             | 15 ottobre 2008   | 8 luglio 2009     |
| 5  | Gary Breaks Up His Ex-Wife and Girlfriend | Gary tra ex moglie e fidanzata           | 22 ottobre 2008   | 15 luglio 2009    |
| 6  | Gary Meets the Gang                       | Gary e gli amici di Vanessa              | 5 novembre 2008   | 22 luglio 2009    |
| 7  | Gary and Allison's Restaurant             | Il ristorante di Gary ed Allison         | 12 novembre 2008  | 29 luglio 2009    |
| 8  | Gary and Allison Brooks                   | Gary ed Allison Brooks                   | 19 novembre 2008  | 5 agosto 2009     |
| 9  | Gary Gives Thanks                         | La guerra del Ringraziamento             | 26 novembre 2008  | 12 agosto 2009    |
| 10 | Gary Goes First                           | Gary arriva per primo                    | 10 dicembre 2008  | 19 agosto 2009    |
| 11 | Gary Toughens Up Tom                      | Gary si preoccupa per Tom                | 17 dicembre 2008  | 26 agosto 2009    |
| 12 | Gary Dates Louise's Teacher               | Gary esce con l'insegnante di Louise     | 14 gennaio 2009   | 26 agosto 2009    |
| 13 | Gary Moves Back In                        | Gary ritorna a casa                      | 21 gennaio 2009   | 2 settembre 2009  |
| 14 | Gary and Dennis' Sister                   | Gary e la sorella di Dennis              | 11 febbraio 2009  | 2 settembre 2009  |
| 15 | Gary's Ex-Brother-In-Law                  | L'ex cognato di Gary                     | 18 febbraio 2009  | 9 settembre 2009  |
| 16 | Gary Uses His Veto                        | Gary mette il veto                       | 11 marzo 2009     | 16 settembre 2009 |
| 17 | Gary Hooks Up Allison                     | Gary fa da Cupido                        | 18 marzo 2009     | 23 settembre 2009 |
| 18 | Gary and the Trophy                       | Gary e il torneo di bowling              | 8 aprile 2009     | 30 settembre 2009 |
| 19 | Gary And His Half Brother                 | Il fratellastro di Gary                  | 6 maggio 2009     | 7 ottobre 2009    |
| 20 | Gary Fixes Allison's Garbage Disposal     | Gary aggiusta il tritarifiuti di Allison | 20 maggio 2009    | 14 ottobre 2009   |